# José Reinaldi
José Omar Reinaldi (né le 27 mai 1949 à Villa María en Argentine) est un footballeur international argentin, qui évoluait au poste d'attaquant, avant de devenir ensuite entraîneur.

## Biographie

### Carrière de joueur

#### Carrière en club

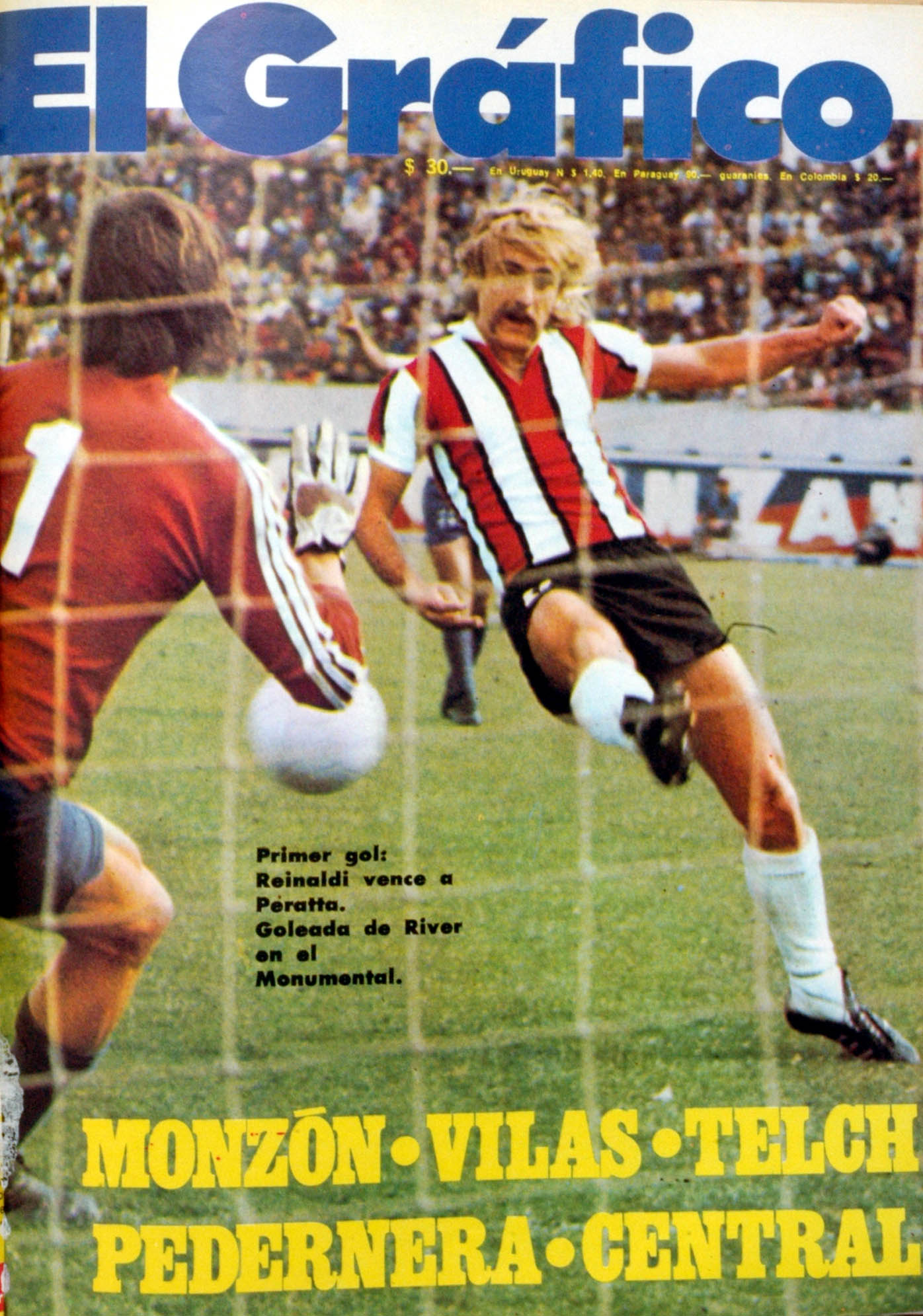
Reinaldi avec River Plate en 1975

José Reinaldi évolue en Argentine et en Équateur.
Il inscrit 70 buts en championnat avec le club de Talleres.

#### Carrière en sélection
José Reinaldi reçoit deux sélections en équipe d'Argentine lors de l'année 1979. Il joue son premier match en équipe nationale le 25 avril 1979, contre la Bulgarie (victoire 2-1). Il joue son second match le 29 mai 1979, contre l'Irlande (0-0).

## Palmarès
| River Plate - Championnat d'Argentine (2) : - Champion : 1975 (Metropolitano) et 1975 (Nacional). |  | Talleres - Championnat d'Argentine : - Meilleur buteur : 1978 (Nacional) (16 buts). |